# Taunton (Engeland)
Taunton is een plaats in het bestuurlijke gebied Somerset West and Taunton en is de hoofdstad van het Engelse graafschap Somerset. De plaats telt 58.241 inwoners.

## Zustersteden
- Lisieux, Frankrijk
- Königslutter, Duitsland

## Geboren
- Harry Corner (1874-1934), cricketspeler
- Frederick Copleston (1907-1994), jezuïet en historicus
- Geoffrey West (1940), natuurkundige
- Pattie Boyd (1944), model
- Jenny Agutter (1952), actrice
- Richard Lintern (1962), acteur
- James Purefoy (1964), acteur
- Justin Pipe (1971), darter
- Edward Ling (1983), schutter